# 대한민국 음악대향연
대한민국 음악대향연은 강원특별자치도 속초시에서 매년 8월 개최하는 음악 축전이다. 

## 개요
2004년 문화방송에서 대한민국 음악축제로 시작하였으며, 2004년부터 2년간 MBC TV에서 방송하였다. 그러다가 2006년부터 Mnet으로 방송 채널을 변경하다가 2010년부터 강릉문화방송에서 한정하여 방송하게 되었다.

## 역대 축전
2004년
2005년
2006년
2007년
2008년
2009년
2010년
2011년
2012년
2013년
2014년

- 8월 8일: Hello Everyone / MBC 음악여행 예스터데이
- 8월 9일: Hello K-Pop / MBC TV 쇼 음악중심
- 8월 10일: Hello Trot Together / 강릉MBC 특집방송
- 8월 11일: Hello Friends  / MBC MUSIC 쇼! 챔피언

2015년
- 8월 7일: Romantic Conert / G1 강원민방 Special Concert
- 8월 8일: Romantic Together / KNN 전국 TOP10 가요쇼
- 8월 9일: Romantic K-Pop / SBS 인기가요
- 8월 10일: Romantic  Club Party / Day&Night Club Party